# Schizopepon
Schizopepon – rodzaj roślin z rodziny dyniowatych. Obejmuje 8 gatunków. Rośliny te występują we wschodniej Azji na obszarze od wschodnich Himalajów po Rosyjski Daleki Wschód. Najbardziej zróżnicowane są w Chinach, gdzie obecne są wszystkie gatunki, w tym 5 z nich jest endemitami tego kraju.

## Morfologia
PokrójRośliny zielne o smukłych pędach wspinających się. Wąsy czepne rozwidlone.
LiścieDługoogonkowe, o blaszce jajowato-sercowatej, na brzegu nieregularnie ząbkowanej, zazwyczaj z 5–7 klapami.
KwiatyRośliny dwupienne lub jednopienne o drobnych, zwykle jednopłciowych kwiatach, rzadziej obupłciowych. Kwiaty męskie zwykle w gronach, a żeńskie rozwijają się albo w gronach, albo pojedynczo. Kielich jest rurkowaty lub dzwonkowaty; pięciodziałkowy, z ząbkami lancetowatymi lub szydłowatymi. Korona z 5 białymi płatkami, kształtu jajowatego. Pręciki trzy, wolne lub zrośnięte; o krótkich nitkach. Główka pręcika z jednym pylnikiem jednokomorowych i drugim dwukomorowym. Zalążnia jajowata lub stożkowata, 3-komorowa lub nieregularnie 3-komorowa, z pojedynczym zalążkiem w każdej z komór. Szyjka słupka krótka, trój- lub pięciodzielna, na końcach rozgałęzień z dwułatkowymi, lekko rozszerzonymi znamionami.
OwoceMałe, jajowate lub stożkowate, gładkie lub punktowane, na wierzchołku zaostrzone, czasem długo spiczaste. Otwierają się trzema klapami lub niepękające. Nasiona od jednego do trzech, jajowate, spłaszczone.

## Systematyka
Jeden z rodzajów rodziny dyniowatych z podrodziny Cucurbitoideae Eaton i plemienia Schizopeponeae. 
Wykaz gatunków
- Schizopepon bicirrhosus (C.B.Clarke) C.Jeffrey
- Schizopepon bomiensis A.M.Lu & Zhi Y.Zhang
- Schizopepon bryoniifolius Maxim.
- Schizopepon dioicus Cogn.
- Schizopepon longipes Gagnep.
- Schizopepon macranthus Hand.-Mazz.
- Schizopepon monoicus A.M.Lu & Zhi Y.Zhang
- Schizopepon xizangensis A.M.Lu & Zhi Y.Zhang